# Micheil Saakaschwili

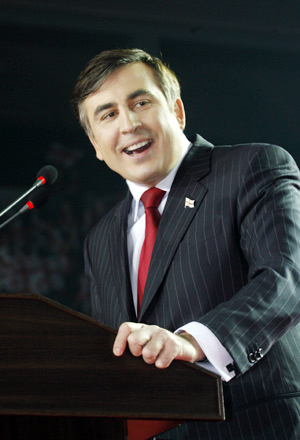
Micheil Saakaschwili (2008)

Micheil Saakaschwili (georgisch მიხეილ სააკაშვილი, [mɪχɛɪl sɑɑkʼɑʃvɪlɪ], ukrainisch Михайло (Міхеіл) Ніколозович Саакашвілі Mychajlo (Micheil) Nikolosowytsch Saakaschwili; * 21. Dezember 1967 in Tiflis, Georgische SSR, Sowjetunion) ist ein früherer georgischer, später ukrainischer Politiker (Vereinte Nationale Bewegung). Von 2000 bis 2001 war er georgischer Justizminister, von 2002 bis 2004 Vorsitzender der Stadtversammlung von Tiflis und von Januar 2004 bis November 2013 Staatspräsident Georgiens. Anschließend emigrierte er in die Vereinigten Staaten. Im Februar 2015 wurde er als Präsidentenberater in die Ukraine berufen. Vom Mai 2015 bis November 2016 war er Gouverneur der Oblast Odessa im Südwesten der Ukraine.
Im Juni 2018 wurde Saakaschwili von einem georgischen Gericht in Abwesenheit zu sechs Jahren Gefängnis verurteilt. Das Gericht sah es als erwiesen an, dass er 2005 als Staatspräsident das Verprügeln eines oppositionellen georgischen Abgeordneten angeordnet habe. Im Herbst 2021 kehrte er überraschend in sein Heimatland zurück; er wurde festgenommen. Saakaschwili weist alle Vorwürfe als politische Verfolgung zurück. In Haft hat sich sein Gesundheitszustand deutlich verschlechtert, laut Aussage von Ärzten als Ergebnis von Folter.
Saakaschwilis Name wird mit der Abschaffung der Alltagskorruption und dem Aufbau eines funktionierenden Staates in Georgien verbunden.

## Leben

### Jugend und Studium
Saakaschwili wurde als ältester von drei Söhnen geboren. Sein Vater Nikolos Saakaschwili ist Mediziner und seit den 1990er Jahren Kurdirektor von Tiflis. Seine Mutter Giuli Alassania (* 1946) war Professorin für orientalische Geschichte an der Staatlichen Universität Tiflis und Abteilungsleiterin an der Georgischen Akademie der Wissenschaften. Die Brüder Giorgi und Nikolos arbeiten als Filmproduzenten in den USA.
1984 schloss er die 51. Oberschule in Tiflis mit Auszeichnung ab. Er begann ein Studium der Rechtswissenschaft am Institut für Internationale Beziehungen der Universität Kiew, das er nach drei Jahren abschloss. 1989–1990 diente er zwei Jahre bei den Grenztruppen der UdSSR auf dem Flughafen Kiew-Boryspil in der Ukraine, nach anderer Version im Städtchen Tschop am Dreiländereck von Ukraine, Ungarn und der Slowakei.
1992 arbeitete er ein halbes Jahr am Norwegischen Institut für Menschenrechte in Oslo und beim Georgischen Menschenrechts-Komitee in Tiflis. Er spezialisierte sich auf Minderheitenrechte und organisierte Konferenzen über Südossetien und Abchasien. 1993 erwarb er ein Diplom am Internationalen Institut für Menschenrechte, Straßburg.
1994 war er als Stipendiat des Edmund S. Muskie Graduate Fellowship Program in den USA und absolvierte das LL.M.-Programm der Columbia University. 1995 promovierte Saakaschwili an der George Washington University, Washington, D.C. Zugleich arbeitete er in der international tätigen Anwaltssozietät Patterson, Belknap, Webb & Tyler in Manhattan.

### Gefolgsmann Schewardnadses
Im Frühjahr 1995 bat ihn Surab Schwania (damals Generalsekretär der Präsidentenpartei Georgische Bürgerunion) im Auftrag Eduard Schewardnadses, in die georgische Politik einzutreten. Von 1995 bis 1999 und 1999 bis 2000 war Saakaschwili Abgeordneter des georgischen Parlaments, 1995 bis 1998 Vorsitzender des Verfassungs-, Rechts- und Rechtsstaatlichkeitsausschusses und 1998 bis 1999 Vorsitzender der Parlamentsfraktion der Georgischen Bürgerunion, die den Präsidenten unterstützte. 2000 wurde er Vizepräsident der Parlamentarischen Versammlung des Europarates.
Von Oktober 2000 bis September 2001 war Saakaschwili Justizminister Georgiens. Er initiierte Reformen im hinfälligen, korrupten und politisierten Strafrechts- und Strafvollzugssystem Georgiens. Mitte 2001 geriet er in Konfrontation mit Wirtschaftsminister Wano Tschchartischwili, Sicherheitsminister Wachtang Kutateladse und dem Polizeichef von Tiflis, Soso Alawidse, denen er Verwicklung in korrupte Geschäfte vorwarf und das auf einer Kabinettssitzung mit Fotos belegte. Im September 2001 trat er vom Ministeramt zurück und verließ die Bürgerunion, weil er vom Präsidenten Schewardnadse nicht genug Unterstützung im Kampf gegen die Korruption erhalten habe.

### Oppositionspolitiker

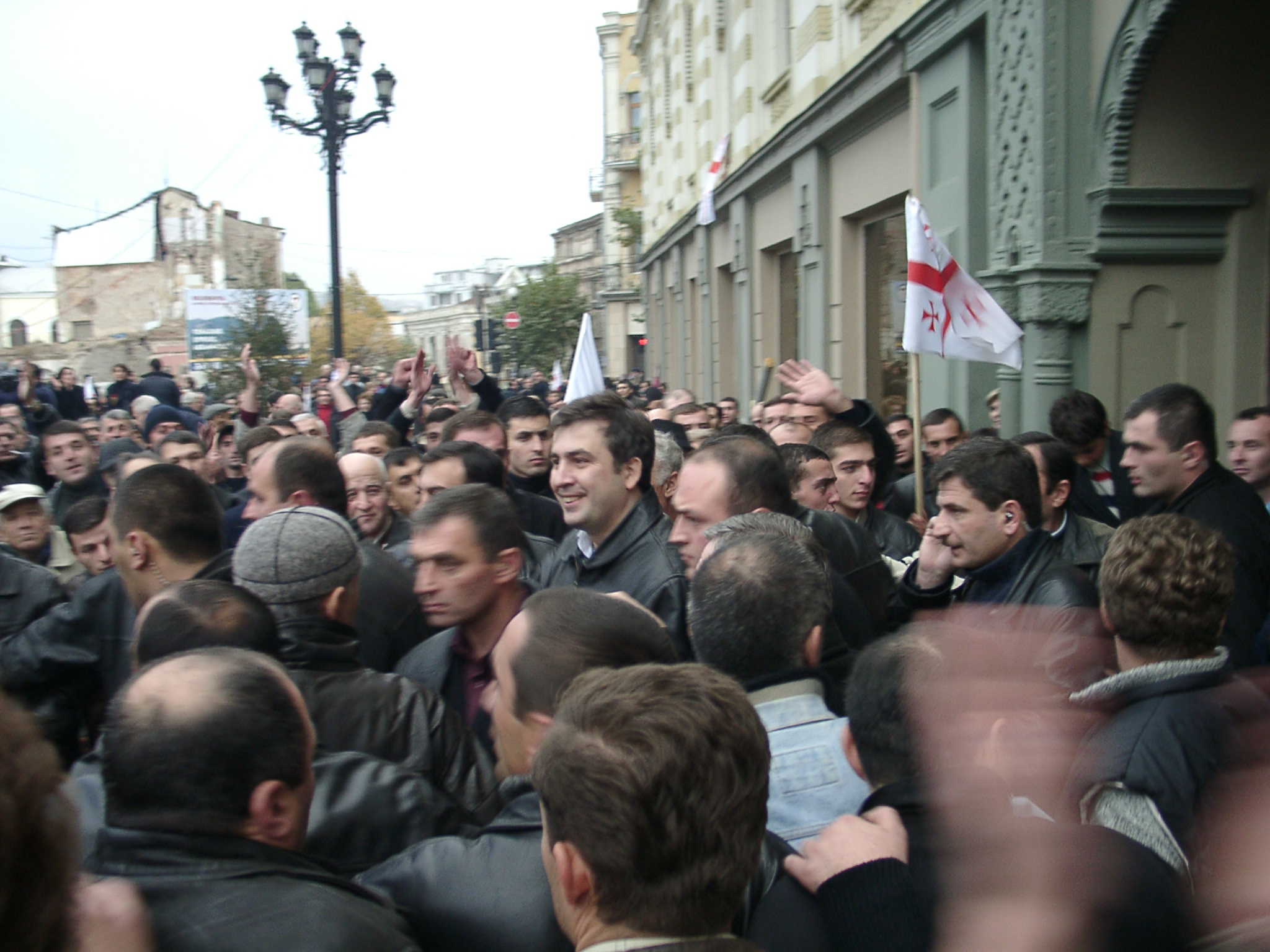
Saakaschwili bei einer Demonstration am 5. November 2003

Im Juni 2002 wurde Saakaschwili vom Wahlbündnis Tiflis ohne Schewardnadse zum Vorsitzenden der Stadtversammlung von Tiflis (georgisch Sakrebulo) gewählt und wurde so zum De-facto-Bürgermeister der Hauptstadt. Im Oktober 2002 gründete er die Oppositionspartei Vereinte Nationale Bewegung und wurde ihr Vorsitzender.
Saakaschwili profilierte sich als Vertreter einer stark westlich geprägten Demokratie in Georgien. Im November 2003 gehörte er mit Surab Schwania und Nino Burdschanadse zu den Wortführern der Rosenrevolution. Unter seiner Führung stürmten oppositionelle Demonstranten am 22. November den Sitzungssaal des durch Wahlbetrug zustande gekommenen georgischen Parlaments, verschafften sich Zutritt zum Plenarsaal und unterbrachen die Eröffnungsrede Präsident Schewardnadses. Saakaschwili rief dem alten Präsidenten zu: „Treten Sie zurück!“ Es entstand ein Handgemenge; der Präsident flüchtete mit seinen Leibwächtern aus dem Gebäude. Am Folgetag traf sich Schewardnadse mit Saakaschwili und Schwania, um zu verhandeln. Nach dem Treffen erklärte Schewardnadse seinen Rücktritt.

### Präsident

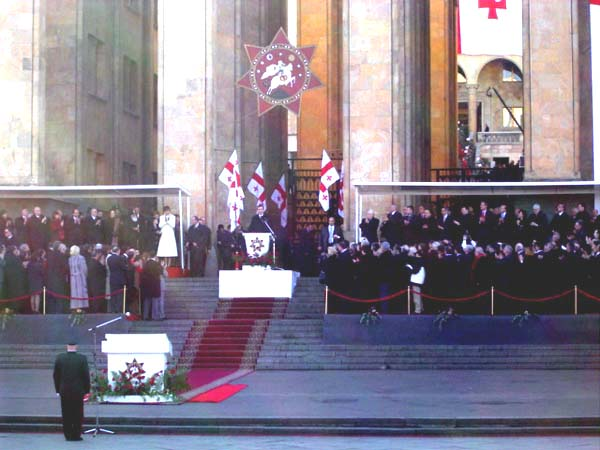
Amtseinführung Saakaschwilis als Präsident von Georgien (2004)

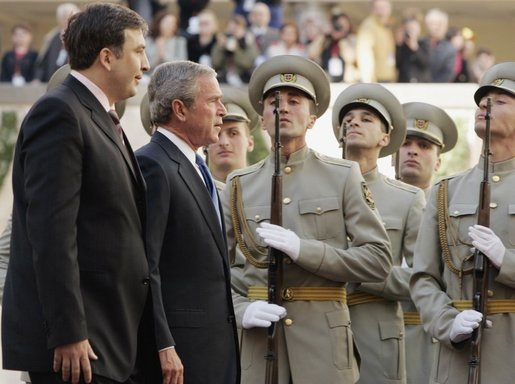
Saakaschwili (links) mit US-Präsident George W. Bush (Mai 2005)

Am 4. Januar 2004 wurde Saakaschwili mit 96 Prozent der Stimmen zum Staatspräsidenten Georgiens gewählt und am 25. Januar vereidigt. Er ließ sich von dem US-amerikanischen Politikwissenschaftler Daniel Kunin beraten. Dieser war früher Repräsentant des US-amerikanischen National Democratic Institute (NDI) in Georgien und steht der Demokratischen Partei der USA nahe. Ab 2008 kam Raphaël Glucksmann als Berater für EU-Fragen hinzu. In seine Regierung berief Saakaschwili zunächst viele junge Akademiker, die wie er im westlichen Ausland studiert hatten. Das Kabinett bildete er im Verlauf seiner zwei Amtszeiten mehrfach um.
Saakaschwilis Politik war westorientiert. Er wollte sein Land in die NATO und in die Europäische Union führen. Er verfolgte eine Politik des Bürokratieabbaus (und damit die Entmachtung alter Eliten und Netzwerke) und der wirtschaftlichen Liberalisierung. Durch die drastische Straffung der staatlichen Verwaltung stellte er die Finanzierung der Exekutive auf eine stabile Grundlage. Mit einer dadurch ermöglichten systematischen Erhöhung der Gehälter und der sozialen Absicherung machte er den öffentlichen Dienst für junge und qualifizierte Arbeitskräfte attraktiv; er stärkte so die staatlichen Institutionen. Mit der Privatisierung des staatlichen Sektors förderte er eine neue Elite, die aus der Diaspora zurückkehrte und Kontakte zu ausländischen Investoren hatte. Die von Saakaschwili vorangetriebenen wirtschaftspolitischen Reformen wurden in mehreren „Doing Business“-Jahresberichten der Weltbank ausdrücklich gelobt. Im Ranking dieser Berichte verbesserte sich Georgien binnen weniger Jahre von Rang 112 auf Rang 11.
Korruption und Kriminalität ließ er energisch verfolgen, wenngleich sich viele Maßnahmen gegen Vertreter der Opposition richteten. In dieser Zeit stieg Georgien im Korruptionswahrnehmungsindex der Transparency International vom Platz 133 im Jahr 2004 auf Platz 51 im Jahr 2012, höher als mehrere EU-Länder. Die früher allgegenwärtige Alltagskorruption („petty corruption“) verschwand weitestgehend.
Saakaschwili ist für emotional überschießende Reden bekannt. So nannte er den früheren Generalsekretär des Europarats, Walter Schwimmer, im Mai 2004 vor Studenten der Universität Batumi einen „unverschämten und gut bezahlten Bürokraten“, was zu diplomatischen Verwicklungen führte. Im Oktober 2004 protestierten vierzehn führende georgische Menschenrechtler in einem offenen Brief an Saakaschwili gegen dessen „herabwürdigende und verletzende Äußerungen“ über politische Opponenten. Im Juli 2010 kritisierte er georgische Zollkontrollen gegenüber EU-Einwohnern im Kabinett mit den Worten „Sind wir Neger oder was? Erklären Sie mir, warum wir uns wie Wilde verhalten?“. Sein Pressesprecher erklärte später, der Kommentar habe nichts mit Rassismus zu tun gehabt, sondern entstamme der Umgangssprache.

#### Liquidierungs-Skandal
Der frühere Verteidigungsminister und Saakaschwili-Vertraute Irakli Okruaschwili warf Saakaschwili am 25. September 2007 im georgischen Fernsehsender Imedi TV vor, ihn im Juli 2005 beauftragt zu haben, den georgisch-russischen Unternehmer Badri Patarkazischwili zu liquidieren. Saakaschwili habe gesagt, er solle versuchen, ihn wie den früheren libanesischen Premierminister Rafik Hariri, der bei einem Attentat auf seinen Fahrzeugkonvoi ums Leben kam, loszuwerden. Er wisse zudem, dass Saakaschwili damals Innenminister Wano Merabischwili angewiesen habe, den oppositionellen Abgeordneten Waleri Gelaschwili (Republikanische Partei Georgiens) verprügeln zu lassen. Als er 2004 als Innenminister Saakaschwilis Onkel, den Unternehmer Temur Alasania, wegen Bestechung verhaftet habe (mutmaßliche Bestechungssumme: 200.000 US-Dollar), habe er ihn auf Anweisung des Präsidenten freilassen müssen.
Während einer Vernehmung der georgischen Staatsanwaltschaft widerrief Okruaschwili seine Vorwürfe zwei Wochen später. Die Vorwürfe seien Teil einer politischen Vereinbarung mit Patarkazischwili gewesen, die ihm eine positive Berichterstattung in dessen TV-Sender verschaffen sollte. Im November 2007 erneuerte Okruaschwili in Deutschland seine Vorwürfe gegenüber der Nachrichtenagentur Reuters. Die georgische Staatsanwaltschaft habe ihn zum Widerruf genötigt.

#### Proteste und Wiederwahl
Vom 2. bis 7. November 2007 kam es in Tiflis zu Massenprotesten gegen Saakaschwili. Die Demonstranten forderten den Rücktritt des Präsidenten. Sie warfen ihm eine autoritäre Politik sowie Versagen im Kampf gegen Armut und Korruption vor. Saakaschwili ließ die Menge von Polizeikräften mit Wasserwerfern, Tränengas und akustischen Waffen auseinandertreiben und verhängte am 7. November den Ausnahmezustand über Georgien.
Am 8. November 2007 erklärte sich Saakaschwili bereit, im Januar 2008 vorgezogene Präsidentschaftswahlen durchzuführen. Am 25. November trat er von seinem Amt zurück, um den Weg für Neuwahlen frei zu machen. Am 5. Januar 2008 wurde er bei den Präsidentschaftswahlen in Georgien mit 53,47 Prozent der ausgezählten Wählerstimmen erneut zum Präsidenten gewählt. An diesen Präsidentschaftswahlen nahmen nur 59 Prozent aller Wahlberechtigten teil. Die OSZE zeigte sich mit der Parlamentswahl in Georgien mehrheitlich zufrieden. Unter ihren Wahlbeobachtern gab es jedoch auch abweichende Auffassungen. Am 20. Januar 2008 wurde Saakaschwili in seine zweite und damit nach der georgischen Verfassung letzte Amtsperiode eingeführt.

#### Krieg um Südossetien
Der bewaffnete Konflikt um Südossetien im August 2008 rief eine breite innere Opposition gegen Saakaschwilis Politik hervor. Ihm wurde vorgeworfen, mit einer Militäroffensive gegen die Provokationen der südossetischen Separatisten die massive militärische Intervention Russlands mitverursacht zu haben. Das habe die Aussichten auf eine Reintegration Südossetiens und Abchasiens drastisch verschlechtert.

### Rückkehr in die Opposition
Bei den Parlamentswahlen in Georgien 2012 verlor Saakaschwilis Partei Vereinte Nationale Bewegung die parlamentarische Mehrheit an das Parteienbündnis Georgischer Traum. Saakaschwili räumte einen Tag später die Niederlage gegen Oppositionsführer Bidsina Iwanischwili ein. Bei den Präsidentschaftswahlen in Georgien 2013 durfte er nach zwei Amtszeiten nicht mehr antreten.
Seit Mai 2013 ermittelte die georgische Generalstaatsanwaltschaft gegen Saakaschwili. Dabei ging es um die Verwendung öffentlicher Gelder für einen Stylisten, Reisekosten für zwei Models, Botox-Injektionen, Haarentfernungen, Physiotherapie, die Miete einer Yacht in Italien und den Ankauf eines Kunstwerks einer Londoner Künstlerin. Die Ereignisse bildeten den Hintergrund für die Dokumentation „Smiling Georgia“ (2023). Auch zur Niederschlagung einer Demonstration mit Tränengas und Gummigeschossen im November 2007 auf der Rustawelis Gamsiri in Tiflis wurde ermittelt.
Gegen ihn liegt in Georgien ein Haftbefehl vor, in dem ihm Amtsmissbrauch während seiner Zeit als Präsident vorgeworfen wird.

### Emigration in die USA
Nach dem Ende seiner Amtsperiode im November 2013 emigrierte Saakaschwili in die Vereinigten Staaten. Er lebte im Stadtteil Williamsburg des New Yorker Stadtbezirks Brooklyn. Er schrieb dort an seinen Memoiren, hielt bezahlte Referate und arbeitete für eine junge Denkfabrik. Bis Mai 2014 hatte er einen Lehrauftrag als „Senior Statesman“ an der Fletcher School of Law and Diplomacy der Tufts University in Medford, Massachusetts.
Die georgische Generalstaatsanwaltschaft ordnete in Abwesenheit Untersuchungshaft gegen Saakaschwili an, setzte ihn auf eine interne Fahndungsliste. Inzwischen wurden die Fälle zur Anklage gebracht. Saakaschwili, dem im Falle einer Verurteilung bis zu elf Jahre Gefängnis drohen, erklärte, die Anklagen gegen ihn seien politisch motiviert. EU-Außenkommissarin Catherine Ashton und die Sprecherin des US-Außenministeriums Jen Psaki äußerten sich besorgt. Eine Regierung dürfe das Recht nicht als Instrument politischer Vergeltung verwenden.

### Politiker in der Ukraine

#### Präsidentenberater
Im Februar 2015 berief der ukrainische Präsident Petro Poroschenko Saakaschwili zum Regierungsberater. Er sollte den Präsidenten bei der Umsetzung von Reformen beraten und wirtschaftliche Unterstützung für das Land mobilisieren. Er trat für die Ukraine zunächst auf Kongressen und mit Vorträgen auf. Im März 2015 versuchte der Präsident, Saakaschwili als Leiter des nationalen Antikorruptionsbüros einzusetzen. Das scheiterte jedoch am Widerstand zivilgesellschaftlicher Organisationen, die eine zu starke präsidentielle Einflussnahme befürchteten.

#### Gouverneur von Odessa
Am 30. Mai 2015 ernannte Poroschenko Saakaschwili zum Gouverneur der Oblast Odessa im Südwesten der Ukraine. Einen Tag zuvor hatte Saakaschwili die ukrainische Staatsbürgerschaft angenommen. Die georgische Staatsbürgerschaft wurde ihm im Dezember 2015 per Dekret entzogen. Eine Hauptaufgabe Saakaschwilis war die Bekämpfung der Korruption, des Schmuggels und des Drogenhandels in der Region Odessa, der sich hauptsächlich in den Händen von Polizei und Zoll befand. Er installierte eine neue Straßenpolizei und entließ den Chef der Zollbehörde. Poroschenko ernannte auf Wunsch des neuen Gouverneurs Georgiens früheren Vize-Innenminister Giorgi Lortkipanidse zum neuen Polizeichef Odessas. Anschließend wurden 800 Polizisten entlassen, 500 von ihnen reichten die Kündigung ein. 14 Polizisten wurden verhaftet. Kalifornische Sicherheitsexperten bildeten Soldaten und Polizeianwärter aus.
Auch die Steuerbehörde und ein großer Teil der Strafverfolgungsbehörden wurden ausgetauscht. Zugleich bemühte sich Saakaschwili, ausländische Investoren für die Region zu gewinnen.
Im Oktober 2015 eröffnete in Odessa ein „Administratives Dienstleistungszentrum“, das Bürgerangelegenheiten schnell und unbürokratisch erledigen soll. Korruptionszahlungen darf es nicht annehmen.
Mit privaten Mitteln wurde in Odessa ein neues Hafenterminal gebaut. USAid lieferte die Computer für ein Zollservicezentrum: Die Anlaufstelle mit Containerscannern, Software und Computern sollte mit einheitlichen Datensätzen Fälschungen vom Frachtbriefen und Zollrechnungen unmöglich machen. Die Zollleitung in Kiew verweigerte jedoch Genehmigungen, woraufhin die Zollchefin Julia Maruschewska zurücktrat. USAid holte aus dem nie eröffneten und im 2018 leer stehenden Servicezentrum die von ihr bezahlten Computer wieder ab und beendete die Kooperation mit dem ukrainischen Zoll.
Am 7. November 2016 reichte Saakaschwili seinen Rücktritt wegen mangelnder Unterstützung durch den Präsidenten der Ukraine und dessen Verwaltung ein.

#### Bewegungsgründer
Im Dezember 2015 rief Saakaschwili in der Ukraine eine „Bewegung für Säuberung“ ins Leben. Sie soll sich landesweit gegen die Korruption betätigen. Jeder Bürger kann sich daran beteiligen. Geleitet wird sie von einem elfköpfigen Koordinationsrat, dem auch Saakaschwili und der frühere Chefredakteur von „Forbes Ukraine“ Wladimir Fedorin angehören. Sie soll nach Angaben ihres Gründers „ein Momentum der Veränderung kreieren, ähnlich wie damals in Georgien und ähnlich wie vor vielen Jahren in Polen“. Als Referenzprojekt dient die Gewerkschaft Solidarność. Die Bewegung soll mit vielen Bewegungen und Parteien in der Ukraine kooperieren.

#### Zwischenzeitlicher Entzug der ukrainischen Staatsbürgerschaft
Am 26. Juli 2017 wurde bekannt, dass Saakaschwili durch Staatspräsident Petro Poroschenko die ukrainische Staatsbürgerschaft entzogen wurde und er damit staatenlos wurde. Der Grund hierfür waren nach Angaben der ukrainischen Regierung falsche Angaben bei der Beantragung im Jahr 2015. Saakaschwili soll dabei verschwiegen haben, dass er in seinem Heimatland Georgien zur Fahndung ausgeschrieben ist. Nach Angaben des ukrainischen Parlamentsabgeordneten Serhij Leschtschenko hielt sich Saakaschwili in den USA auf, er könne nicht mehr in die Ukraine zurückkehren. In einem Interview mit dem Fernsehsender CNN teilte Saakaschwili mit, dass der Entzug seiner ukrainischen Staatsbürgerschaft unrechtmäßig sei. In einem anderen Interview mit dem Sender BBC Russian behauptete er, dass er einer der beliebtesten ukrainischen Politiker sei und der Entzug allein deshalb stattgefunden habe, weil es Poroschenko von Nutzen sei. Er sei in dem Moment in Ungnade gefallen, als er den „Ausverkauf der Ukraine“ bemängelt habe.

#### Rückkehr in die Ukraine und Abschiebung
Am 10. September 2017 gelang Saakaschwili ohne gültige Papiere am polnisch-ukrainischen Grenzübergang bei Schehyni, trotz dessen Sperrung durch Nationalgardisten, die Einreise in die Ukraine. Mit Hilfe seiner Anhänger überquerte er die Grenze zu Fuß und in Begleitung von Julija Tymoschenko sowie mehreren ukrainischen und polnischen Abgeordneten, nachdem sein Zug vor dem Grenzübergang am Bahnhof Przemyśl gestoppt worden war. Dabei wurden etwa 100 uniformierte paramilitärisch ausgerüstete Personen verhaftet, nachdem es nach Angaben der ukrainischen Grenzpolizei zu gewalttätigen Auseinandersetzungen gekommen war. Saakaschwili beabsichtigte, seine ukrainische Staatsbürgerschaft juristisch zu erkämpfen und strebte eine neue politische Karriere in der Ukraine an.
Am 5. Dezember wurde er zwar auf einem Hausdach in Kiew festgenommen und in einen Polizeiwagen gesperrt, seine Anhänger blockierten den Wagen aber stundenlang und befreiten den Festgenommenen. Ihm drohten bis zu fünf Jahre Gefängnis und / oder die Auslieferung nach Georgien, wo wegen Korruption und Amtsmissbrauchs weiterhin gegen ihn ermittelt wurde.
Eine erfolgreiche Festnahme erfolgte am Abend des 8. Dezembers.
Am 12. Februar 2018 wurde Saakaschwili erneut in Kiew festgenommen und anschließend nach Polen abgeschoben.

### Emigration in die Niederlande, Rückkehr nach Georgien und Verhaftung

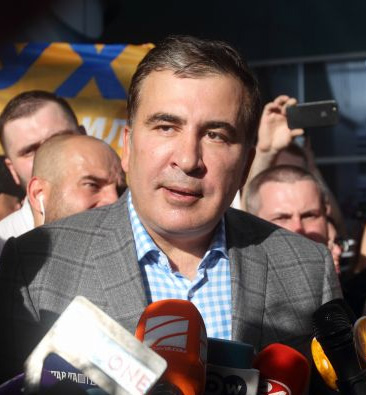
Micheil Saakaschwili, 2020

Ab dem 14. Februar 2018 lebte Saakaschwili in den Niederlanden. Er erhielt eine amtliche Aufenthaltserlaubnis auf der Grundlage einer Familienzusammenführung, weil seine Ehefrau Niederländerin ist. Bereits im Dezember 2017 war ihm ein niederländischer Pass angeboten worden.
Das Städtische Gericht in Tiflis verurteilte Saakaschwili am 28. Juni 2018 in Abwesenheit zu sechs Jahren Gefängnis. Das Gericht sah als erwiesen an, dass er 2005 angeordnet hatte, einen oppositionellen Politiker zusammenschlagen zu lassen. 2016 waren in dieser Sache zwei georgische Polizeivertreter zu neun Jahren Haft verurteilt worden. Im Januar 2018 hatte ein georgisches Gericht Saakaschwili bereits in einer anderen Sache zu drei Jahren Haft verurteilt, ebenfalls in Abwesenheit. Laut Urteil habe er seine Macht als georgischer Präsident missbraucht, um vier Polizeivertreter zu begnadigen, die wegen Mordes an einem georgischen Bankier in Haft saßen. Saakaschwili hat mehrfach erklärt, dass er die Urteile als politisch motiviert betrachtet.
Der neue ukrainische Präsident Wolodymyr Selenskyj gab im Mai 2019 bekannt, dass Saakaschwili die ukrainische Staatsbürgerschaft zurückbekommt. Der Versuch zum Aufbau einer neuen eigenen Partei war nicht erfolgreich und Saakaschwili empfahl schlussendlich, die Partei von Selenskyj zu wählen. Selenskyj bot ihm im April 2020 das Amt des stellvertretenden Premierministers an.
Am 1. Oktober 2021 kehrte Saakaschwili zur Kommunalwahl überraschend in sein Heimatland zurück. Er rief dazu auf, für seine Partei oder andere Oppositionsgruppen zu stimmen. Wenige Stunden nach der Einreise wurde er in ein Gefängnis nach Rustawi nahe der Hauptstadt Tiflis gebracht. Im Gefängnis protestierte er mehrfach mit Hungerstreiks gegen seine Inhaftierung. Nachdem sich sein Gesundheitszustand rapide verschlechtert hatte, forderte Wolodymyr Selenskyj die georgische Regierung im Dezember 2022 auf, eine Behandlung Saakaschwilis in einer Klinik in Europa oder Amerika zu ermöglichen, was diese ablehnte. Die georgische Präsidentin Salome Surabischwili, eine einstige Weggefährtin und spätere Rivalin Saakaschwilis, gab im Dezember bekannt, dass die Frage nach einer möglichen Begnadigung „mit der Zeit beantwortet“ würde. Zuvor hatte sie es noch kategorisch abgelehnt, Saakaschwili jemals zu begnadigen.
In Gutachten, die im Auftrag von Saakaschwilis Anwälten erstellt wurden, kommen renommierte amerikanische Ärzte aus der Analyse von Proben seiner Haare und Nägel 2023 zu dem Schluss, dass der frühere Präsident in der Haft mit Quecksilber und Arsen vergiftet worden sei. Zudem werde er mit einer gefährlichen Mischung aus teilweise abhängig machenden Medikamenten behandelt, die keinen erkennbaren medizinischen Zweck haben. Im Juli 2023 forderte der ukrainische Präsident Wolodymyr Selenskij Georgien erneut auf, Saakaschwili zur medizinischen Versorgung in die Ukraine zu überstellen.
Zusätzlich zu der sechsjährigen Haftstrafe wurde er im Frühjahr 2025 wegen weiterer Verbrechen verurteilt. Zunächst zu neun Jahren wegen Veruntreuung staatlicher Gelder 2009–12, dann Ende März 2025 zu 4½ Jahren wegen des illegalen Grenzübertritts. Aus den drei Verurteilungen wurde eine Gesamtstrafe von 12½ Jahren gebildet.

### Auszeichnungen

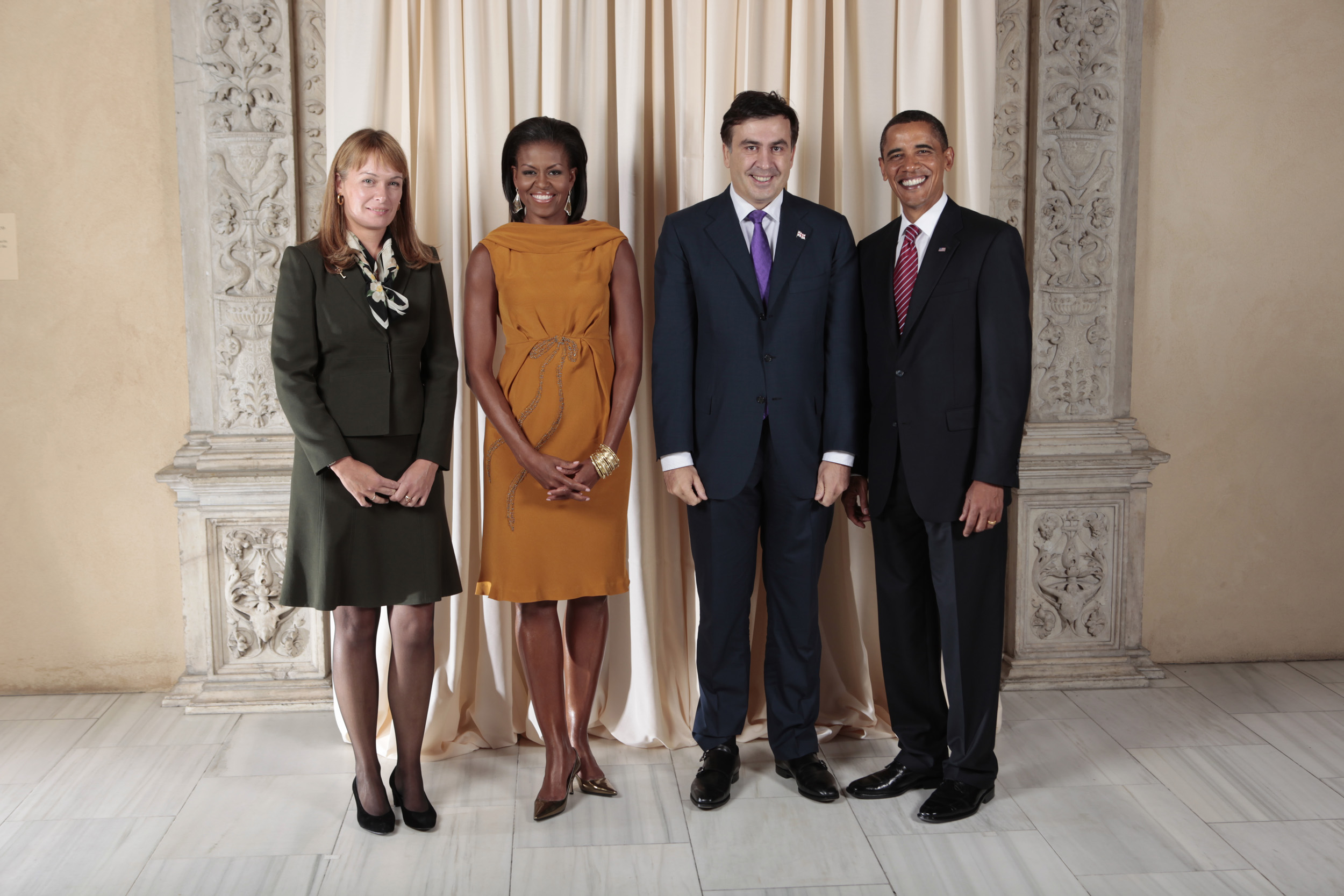
Sandra Roelofs, Michelle Obama, Micheil Saakaschwili und Barack Obama (2009)

2005 erhielt Saakaschwili den Preis des Crans-Montana-Forums für Demokratie und Weltintegration in Osteuropa sowie den Preis der American Bar Association für die Stärkung von Recht und Ordnung. Im gleichen Jahr wurde er von den US-Senatoren Hillary Clinton und John McCain für den Friedensnobelpreis vorgeschlagen. Er ist zudem Ehrendoktor der Nationalen Taras-Schewtschenko-Universität in Kiew. 2011 wurde er mit dem Atatürk-Preis für die Türkische Sprache ausgezeichnet (obwohl er gar kein Türkisch spricht. Siehe weiter unten.).

### Privatleben
Er ist seit Ende 1993 mit der Niederländerin Sandra Roelofs verheiratet und hat mit ihr zwei Söhne. Eine weitere Tochter entstammt einer außerehelichen Beziehung mit der georgischen Sängerin Sopo Nischaradse. Während Saakaschwili in die Vereinigten Staaten und später in die Ukraine emigrierte, blieb seine Ehefrau in Tiflis. Er spricht fließend Georgisch, Russisch, Englisch, Französisch und Ukrainisch, zudem etwas Spanisch und Ossetisch. Sein älterer Sohn hält (Stand 2011) den Weltrekord im Schnellschreiben auf einem iPad.
Vor seiner Rückkehr nach Georgien gab Saakaschwili bekannt, inzwischen in einer Beziehung mit der ukrainischen Parlamentarierin Jelysaweta Jasko zu sein. Im Juni 2023 erklärte Jasko, Saakaschwili sei der Vater ihres zwischenzeitlich geborenen Kindes.

### Zitate
„Die Sowjetunion war voll grauer Straßen, bevölkert von grauen Menschen in grauen Anzügen, die in grauen Häusern wohnten.“

„Ich gehe davon aus, dass die Hälfte des Geldes, das der ukrainische Staat eingenommen hat, einfach gestohlen wurde. Manchmal wurde alles gestohlen. Man kann es sehen, wenn man sich allein die Infrastruktur ansieht.“

## Schriften
- Trade and Investment in Georgia. In: SEEL Survey of East European Law 5, no. 7 (August 1994), S. 1 ff. [mit David Aptsiauri, Scott Horton]
- The Stage Is Set for the Russian Securities Market. In: Parker School Journal of East European Law 2, no. 2 (1995), S. 245 f. [mit Scott Horton]
- Growing Attraction of the Georgian Alternative. In: Caspian Crossroads, vol. 1, no. 1 (Winter 1995)